# Sudden Jim
Sudden Jim is een Amerikaanse dramafilm uit 1917 onder regie van Victor Schertzinger.

## Verhaal
Wanneer Jimmy Ashe met pensioen gaat, aarzelt zijn zoon Jimmy jr. om de leiding van zijn wasknijperfabriek over te nemen. Een immorele zakenman wil de fabriek tot sluiting dwingen door zijn houtcontract niet te eerbiedigen. Jimmy en zijn werknemers besluiten de spoorweg te bezetten, totdat de zakenman het hout levert. Zo verdient hij zijn sporen als bedrijfsleider.

## Rolverdeling
| Acteur             | Personage            |
| ------------------ | -------------------- |
| Charles Ray        | James Ashe jr.       |
| Joseph J. Dowling  | Rechter Zanaan Frame |
| Sylvia Breamer     | Marie Ducharme       |
| Lydia Knott        | Weduwe Stickney      |
| William Ellingford | Steve Gilders        |
| Frank Whitson      |                      |
| George Stone       | Kind                 |